# Богдановдол
Богдановдол (болг. Богдановдол) — село в Болгарии. Находится в Перникской области, входит в общину Перник. Население составляет 472 человека.

## Политическая ситуация
В местном кметстве Богданов-Дол, в состав которого входит Богдановдол, должность кмета (старосты) исполняет Кирил Леонов Кирилов (коалиция в составе 2 партий: Болгарская социал-демократия (БСД), Болгарская социалистическая партия (БСП)) по результатам выборов.
Кмет (мэр) общины Перник — Росица Йорданова Янакиева (коалиция в составе 2 партий: Болгарская социал-демократия (БСД), Болгарская социалистическая партия (БСП)) по результатам выборов.